# 컨페티 (영화)
컨페티(Confetti)는 영국에서 제작된 데비 아이싯 감독의 2006년 코미디, 멜로/로맨스 영화이다. 마틴 프리먼 등이 주연으로 출연하였고 이안 프룩스 등이 제작에 참여하였다.

## 출연

### 주연
- 마틴 프리먼
- 제시카 하인즈
- 스테판 망간
- 메러디스 맥닐
- 로버트 웨브
- 올리비아 콜맨

### 조연
- 론 쿡
- 줄리아 데이비스
- 빈센트 프랭클린
- 사라 해드랜드
- 마크 헵
- 지저스 드 미구엘
- 펠리시티 몬태규
- 앨리슨 스테드먼
- 제이슨 왓킨스
- 마크 우튼
- 셀리나 캐델
- 지미 카

## 제작진
- 공동제작: 닉 존스
- 미술: 크리스 루프
- 의상: 데어드르 클란시
- 배역: 레이첼 프렉